# Open des Flandres de squash
Le tournoi Open des Flandres est un tournoi de squash qui se tient à Anvers. Le premier tournoi se déroule en 1998 et la dernière édition en 2001. En 1990, le tournoi est à l'initiative de deux employés d'Esso, Luc Mattens et Robert Decant, qui décident de créer un tournoi inter-sociétés national de série C. Cela se terminera par le sommet des championnats du monde  masculins 2002.
Le tournoi est lancé en 1998 et, avec un prix de 21 000 dollars lors de la première édition, il est dans la catégorie 2 étoiles. John White s'assure le titre lors de la première du tournoi. L'année suivante, le tournoi progresse dans la catégorie des tournois avec 35 000 dollars de prix. En 2000 et 2001, il est finalement placé dans la catégorie 5 étoiles avec des prix de 65 000 et 60 000 dollars respectivement. Après Jonathon Power en 1999 et Peter Nicol en 2000, John White remporte l'épreuve en 2001, devenant ainsi le seul joueur à remporter le titre à deux reprises. 

## Palmarès

### Hommes
| Année | Champion                                                              | Finaliste                                                             | Score en finale                                                       |
| ----- | --------------------------------------------------------------------- | --------------------------------------------------------------------- | --------------------------------------------------------------------- |
| 2002  | Pas de compétition en raison des championnats du monde masculins 2002 | Pas de compétition en raison des championnats du monde masculins 2002 | Pas de compétition en raison des championnats du monde masculins 2002 |
| 2001  | John White                                                            | Paul Price                                                            | 15-10, 13-15, 13-15, 15-13, 15-7                                      |
| 2000  | Peter Nicol                                                           | Ahmed Barada                                                          | 15-14, 15-5, 3-0, rtd                                                 |
| 1999  | Jonathon Power                                                        | Martin Heath                                                          | 15-8, 15-5, 15-9                                                      |
| 1998  | John White                                                            | Martin Heath                                                          | 15-6, 17-16, 15-9                                                     |